# Льовера, Кристина
Кристина Льовера Розель (род. 1 октября 1996, Андорра-ла-Велья) — андоррская бегунья на короткие дистанции, которая специализируется в беге на 100 метров. На олимпийских играх 2012 года была самой юной легкоатлеткой, на момент выступления ей было 15 лет и 307 дней.

## Достижения
- Чемпионат Европы 2012 — последнее место по итогам предварительных забегов (13,01)
- Чемпионат мира среди юниоров 2012 — 41-е место по итогам предварительных забегов (13,07)
- Олимпийские игры 2012 — 5-е место во 2-м предварительном забеге (12,78)[1]